# Rinnevattnet
Rinnevattnet är en sjö i Uddevalla kommun i Bohuslän och ingår i Göta älvs huvudavrinningsområde. Sjön är 8 meter djup, har en yta på 0,063 kvadratkilometer och befinner sig 107,3 meter över havet.

## Delavrinningsområde
Rinnevattnet ingår i det delavrinningsområde (645840-127692) som SMHI kallar för Utloppet av Store-Väktor. Medelhöjden är 130 meter över havet och ytan är 23,58 kvadratkilometer. Det finns inga avrinningsområden uppströms utan avrinningsområdet är högsta punkten. Sollumsån som avvattnar avrinningsområdet har biflödesordning 2, vilket innebär att vattnet flödar genom totalt 2 vattendrag innan det når havet efter 70 kilometer. Avrinningsområdet består mestadels av skog (72 %). Avrinningsområdet har 1,92 kvadratkilometer vattenytor vilket ger det en sjöprocent på 8,1 %.